# Ángel, las alas del amor
Ángel, las alas del amor fue una telenovela mexicana realizada por TV Azteca en 2006 que narraba la historia de un ángel que caía del cielo y se enamoraba de una mujer. Fue protagonizada por Adriana Louvier y Christian Sancho y con las participaciones antagónicas de Gabriela de la Garza, Jeannine Derbez y Erik Hayser.

## Historia
Don Abel es el dueño de una exitosa empresa llamada "Babel", pero se encuentra en su lecho de muerte y no sabe a quien dejar a cargo de esta, es ahí cuando aparece Ángel, un ángel caído del cielo al cual deja a cargo. Con esto se rompen las ilusiones de la malvada Miranda quien quería quedarse con todo junto a Iván, su amante.
Pero mientras se está encargando de cumplir la última voluntad de Don Abel, Ángel conoce a Celeste una bella joven de la cual acaba perdidamente enamorado.

## Elenco
- Christian Sancho - Ángel
- Adriana Louvier - Celeste
- Rafael Sánchez-Navarro - Fernando Blanco
- Gabriela de la Garza - Miranda
- Guillermo Iván - Enrique
- Jeannine Derbez - Carmina
- Juan Carlos Martín del Campo - Jorge
- Erik Hayser - Iván
- Marcela Ruiz - Sofía
- Francisco Barcala - Padre Juan Solano